# Rorippa aurea
Rorippa aurea är en korsblommig växtart som först beskrevs av Pierre Edmond Boissier och Theodor Heinrich von Heldreich, och fick sitt nu gällande namn av Hub.-mor. Rorippa aurea ingår i släktet fränen, och familjen korsblommiga växter. Inga underarter finns listade i Catalogue of Life.